# B.A.D. Cats
B.A.D. Cats  è una serie televisiva statunitense in 10 episodi di cui 7 trasmessi per la prima volta nel corso di una sola stagione nel 1980.
È una serie d'azione incentrata sulle vicende di due ex piloti automobilistici che lavorano per una squadra speciale della polizia al fine di catturare i ladri d'auto. La serie non riscosse successo e fu annullata dopo sette episodi durante la prima televisiva negli Stati Uniti sulla ABC.

## Trama
Los Angeles. Nick Donovan e Ocee James sono due ex piloti di auto da corsa che hanno aderito al LAPD come parte della squadra B.A.D. C.A.T. (che sta per Burglary Auto Detail Commercial Auto Thefts), un team chi ha il compito di catturare i ladri d'auto. Utilizzando le loro abilità di guida, i due inseguono i cattivi in strada per assicurarli alla giustizia infrangendo molto spesso le regole del codice stradale. Il loro superiore, il capitano Nathan, pubblicamente li rimprovera, ma in privato li incoraggia. L'ufficiale Samantha Jensen (interpretata da Michelle Pfeiffer) di tanto in tanto dà loro una mano quando serve un approccio femminile. Altro personaggio ricorrente è Ma, che gestisce un bar che i ragazzi frequentano, e Rodney, un ex ladro di automobili che cerca di tornare sulla retta via.

## Personaggi e interpreti
- Ufficiale Nick Donovan (10 episodi, 1980), interpretato da Asher Brauner.
- Ufficiale Ocee James (10 episodi, 1980), interpretato da Steve Hanks.
- Samantha 'Sunshine' Jensen (10 episodi, 1980), interpretata da Michelle Pfeiffer.
- Capitano Eugene Nathan (9 episodi, 1980), interpretato da Vic Morrow.
- Link, interpretato da James Hampton.
- Nun, interpretato da George Murdock.
- Jenkins, interpretato da Tom Simcox.

## Produzione
La serie fu prodotta da Aaron Spelling Productions Le musiche furono composte da Barry De Vorzon, Andrew Kulberg e Mundell Lowe.

### Registi
Tra i registi della serie sono accreditati:
- Bernard L. Kowalski in 5 episodi (1980)
- Sutton Roley in 3 episodi (1980)

## Distribuzione
La serie fu trasmessa negli Stati Uniti dal 4 gennaio 1980 al 15 novembre 1980 sulla rete televisiva ABC. In Italia è stata trasmessa con il titolo B.A.D. Cats.
Alcune delle uscite internazionali sono state:
- negli Stati Uniti il 4 gennaio 1980 (B.A.D. Cats)
- nel Regno Unito l'11 dicembre 1980
- in Finlandia (Autovarkaiden painajainen)
- in Italia (B.A.D. Cats)

## Episodi
| Stagione               | Episodi | Prima TV USA | Prima TV Italia |
| ---------------------- | ------- | ------------ | --------------- |
| Prima e unica stagione | 10      | 1980         | 1983            |